# National Endowment for the Arts
Il National Endowment for the Arts (NEA) (Sovvenzionamento Nazionale per le Arti) è un'agenzia federale statunitense che offre supporto e fondi ai più promettenti progetti artistici.
Fu istituito tramite una legge del Congresso degli Stati Uniti d'America nel 1965 come un organismo indipendente del governo federale. L'attuale presidente e direttore generale è Maria Rosario Jackson, i cui uffici si trovano nell'Old Post Office building, a Washington, D.C.
L'obiettivo del NEA è quello di "arricchire gli Stati Uniti d'America con i suoi diversi patrimoni storico-culturali attraverso il sostegno delle opere artistiche di eccellenza, facendo progredire la conoscenza delle arti e potenziando le stesse in comunità per tutto il paese." Lo slogan è "Because a great country deserves great art." (letteralmente Perché un grande paese merita una grande arte).
Fra il 1965 ed il 2003, l'agenzia ha rilasciato circa 119.000 sovvenzioni. Il congresso ha garantito 160-180 milioni di dollari annuali dalla metà degli anni '80 alla metà degli anni '90. Nel 1996, il congresso ha diminuito i fondi a 99,5 milioni di dollari (cronologia fondi) dopo forti pressioni da parte dei gruppi conservatori, fra i quali la American Family Association, che ha criticato duramente l'agenzia per aver finanziato e sostenuto artisti molto controversi come Robert Clark Young, Andres Serrano, Robert Mapplethorpe, ed i cosiddetti "NEA Four". Dal 1996, il budget è aumentato parzialmente a 121 milioni di dollari (2004). Per il 2008, il budget dovrebbe ammontare a 144,7 milioni. Supporta la rivista internazionale Words Without Borders.
Il NEA sovvenziona principalmente in tre campi:
- Progetti artistici
- Iniziative di leadership (Leadership initiatives)
- Accordi di collaborazione

In più, il NEA stanzia anche fondi individuali per la letteratura.

## Presidenti
La seguente lista elenca i diversi presidenti che si sono succeduti al NEA:
1. Roger L. Stevens, 1965–1969, nominato da Lyndon B. Johnson
2. Nancy Hanks, 1969–1977, nominata da Richard M. Nixon
3. Livingston L. Biddle, Jr., 1977–1981, nominato da Jimmy Carter
4. Frank Hodsoll, 1981–1989, nominato da Ronald Reagan.
5. John E. Frohnmayer, 1989–1992, nominato da George H. W. Bush
6. Jane Alexander, 1993–1997, nominata da Bill Clinton
7. Bill Ivey, 1998–2001, nominato da Bill Clinton
8. Michael P. Hammond, 2002–2003, nominato da George W. Bush
9. Dana Gioia, 2003–2009, nominato da George W. Bush
10. Rocco Landesman, 2009–2012, nominato da Barack Obama
11. R. Jane Chu, 2014–2018, nominata da Barack Obama
12. Mary Anne Carter, 2019-2021, nominata da Donald Trump
13. Maria Rosario Jackson, dal 2021, nominata da Joe Biden